# Wang Xiaoming
Wang Xiaoming (Yibin, 14 juni 1963) is een Chinees-Frans tafeltennisspeelster. Samen met Jean-Philippe Gatien won ze in Göteborg 1990 het Europees kampioenschap in het gemengd dubbelspel.

## Sportieve loopbaan
Xiaoming groeide op in China, maar werd daar niet tot de landelijke tafeltennistop gerekend. Daarop vertrok ze in 1982 naar Frankrijk, waar ze het staatsburgerschap kreeg en sinds 1987 de nationale kleuren officieel mag verdedigen. Dat jaar debuteerde ze met de Franse vrouwenploeg op het wereldkampioenschap 1987 in het internationale circuit.
Xiaoming speelde van 1987 tot en met 1995 vier WK's, waarop ze piekte met een bronzen medaille in Chiba 1991, behaald met de nationale ploeg in het landentoernooi. Tevens kwam ze uit op zowel de Olympische Spelen van 1992 als 1996. Op beide toernooien moest ze zowel in het enkel- als dubbelspeltoernooi na de eerste ronde naar huis.
Op Europees niveau had Xiamong meer succes, met als hoogtepunt 1990. Ze won dat jaar zowel een bronzen medaille op de Europese Top-12 als een gouden in het gemengd dubbelspel op het EK in Göteborg. Samen met Gatien veroordeelde ze in de finale Jean-Michel Saive en Gabriella Wirth tot het zilver. Samen haalden ze in 1992 opnieuw de EK-finale in deze discipline, maar daarin konden ze hun titel niet prolongeren. Ditmaal bleken Kalinikos Kreanga en Otilia Bădescu een te groot obstakel.
Xiaoming plaatse zich eerder in 1989 voor de Europese Top-12 en opnieuw in 1991, 1995 en 1996. Samen met Muriel Monteux won ze in 1987 het vrouwendubbel op de Middellandse Zeespelen.